# Нотосудовые
Нотосудовые (лат. Notosudidae) — небольшое семейство рыб отряда аулопообразных (Aulopiformes). В него входит 3 рода и 17 видов морских батидемерсальных рыб, распространённых в субарктических и субантарктических водах. Название происходит от греческого «noton» — спина, и латинского «sudis» — кол. В спинном плавнике 9—14 лучей, в анальном плавнике 16—21 лучей. В грудных плавниках 10—15 лучей. В боковой линии 44—65 чешуй. Позвонков 42—66. Плавательного пузыря и фотофоров нет. У личинок есть верхнечелюстные зубы.

## Классификация
На август 2024 в состав семейства включают три рода:
- Ahliesaurus Bertelsen, Krefft & Marshall, 1976
- Luciosudis Fraser-Brunner, 1931
- Scopelosaurus Bleeker, 1860